# チャワンタケ亜門
チャワンタケ亜門(Pezizomycotina)は糸状子嚢菌を含む子嚢菌門の一亜門で、旧分類における真正子嚢菌綱(Euascomycota)と事実上同義である。この菌類は出芽でなく、むしろ分裂により生殖する。古生子嚢菌 Taphrinomycotinaに分類されるヒメカンムリタケ属 Neolectaを除いて、肉眼で見える子実体を持つ子嚢菌はほとんどすべてこの亜門に含まれる。この亜門に含まれるチャワンタケ属 Pezizaよりペチザ亜門と呼ばれることもある。
この亜門に含まれる綱の一覧は右の生物分類表を参照。従来、二重壁の子嚢菌はすべて小房子嚢菌綱(Loculoascomycetes)に分類されていたが、この分類ではユーロチウム菌綱とクロイボタケ綱の2綱に分けられている。また、子実体の形態による分類でまとめられていた盤菌類（現在のズキンタケ綱）と核菌類（フンタマカビ綱）も、この亜門に含まれている。